# Kossuth Lajos tér metróállomás
A Kossuth Lajos tér a budapesti M2-es metróvonal egyik állomása a Batthyány tér és a Deák Ferenc tér között. Az állomást a metró második szakaszának átadásával, 1972. december 22-én nyitották meg.

## Átszállási kapcsolatok
| Kossuth Lajos tér | 2, 2B, 23 70, 78 15 | Országház, Földművelésügyi és Vidékfejlesztési Minisztérium, hivatali negyed |

## Érdekességek
A metró föld alatti megállójában Teiresziasz szobra van felállítva. Készítette Oláh Mátyás László. Tekintettel arra, hogy a vak ember botját állandóan ellopják, az alkotó nem készítette el újra.
Az állomások építésénél a Kossuth téri, a Batthyány téri és az astoriai megállókon háromalagutas metróállomás helyett ötalagutas, Budapest-stílusú megállót építettek.

## Galéria

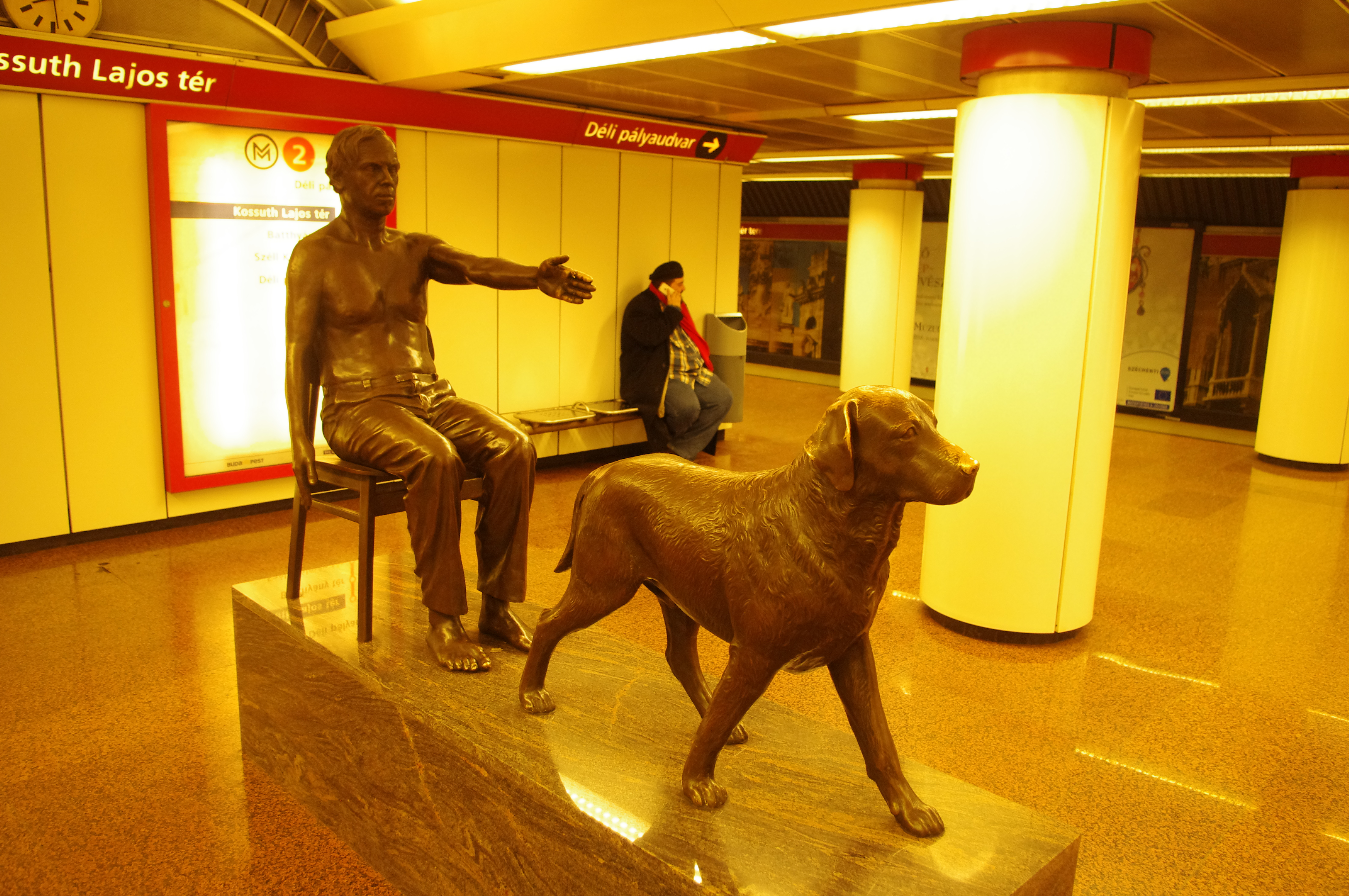
Teiresziasz szobra a Kossuth téren
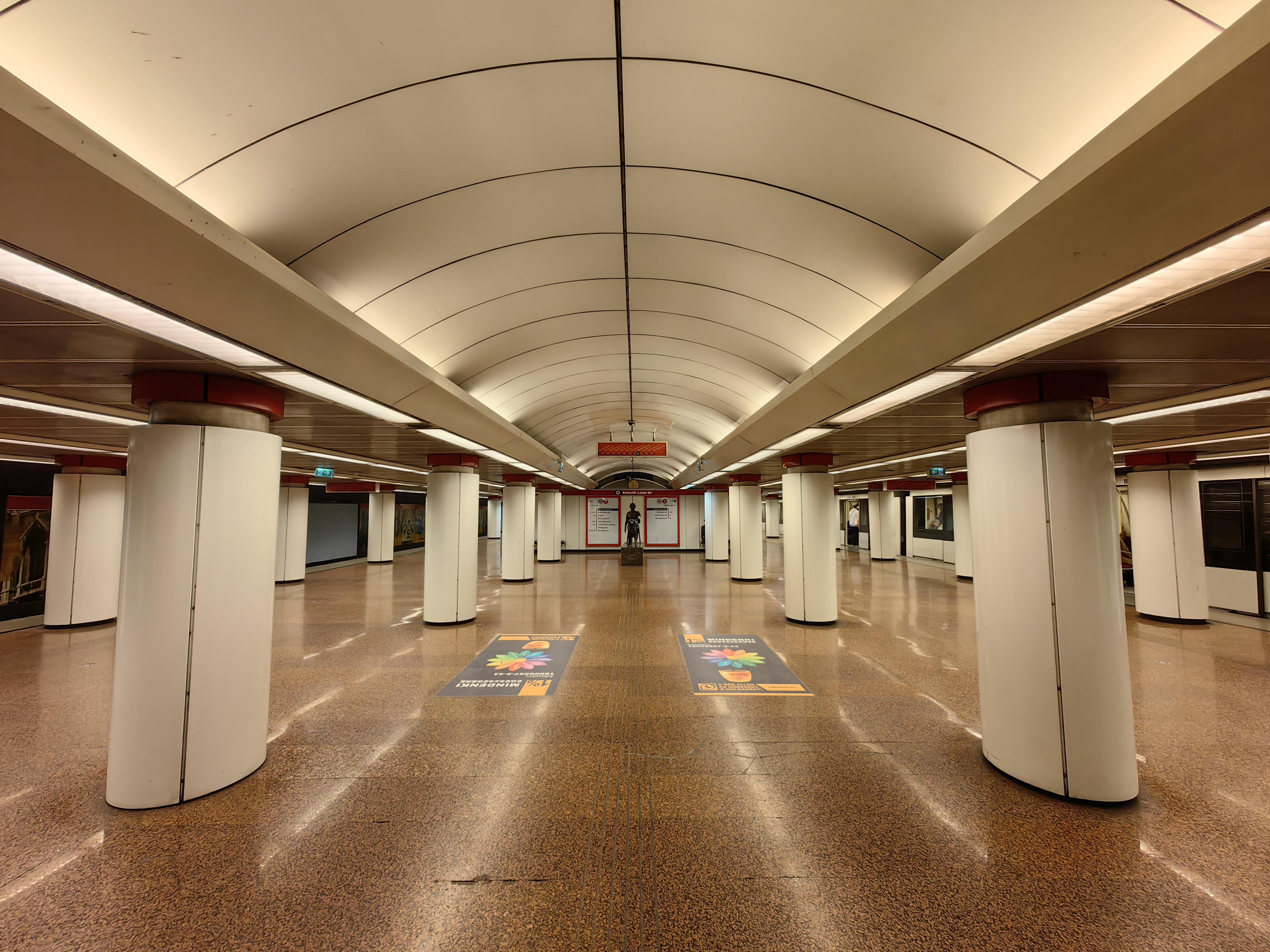
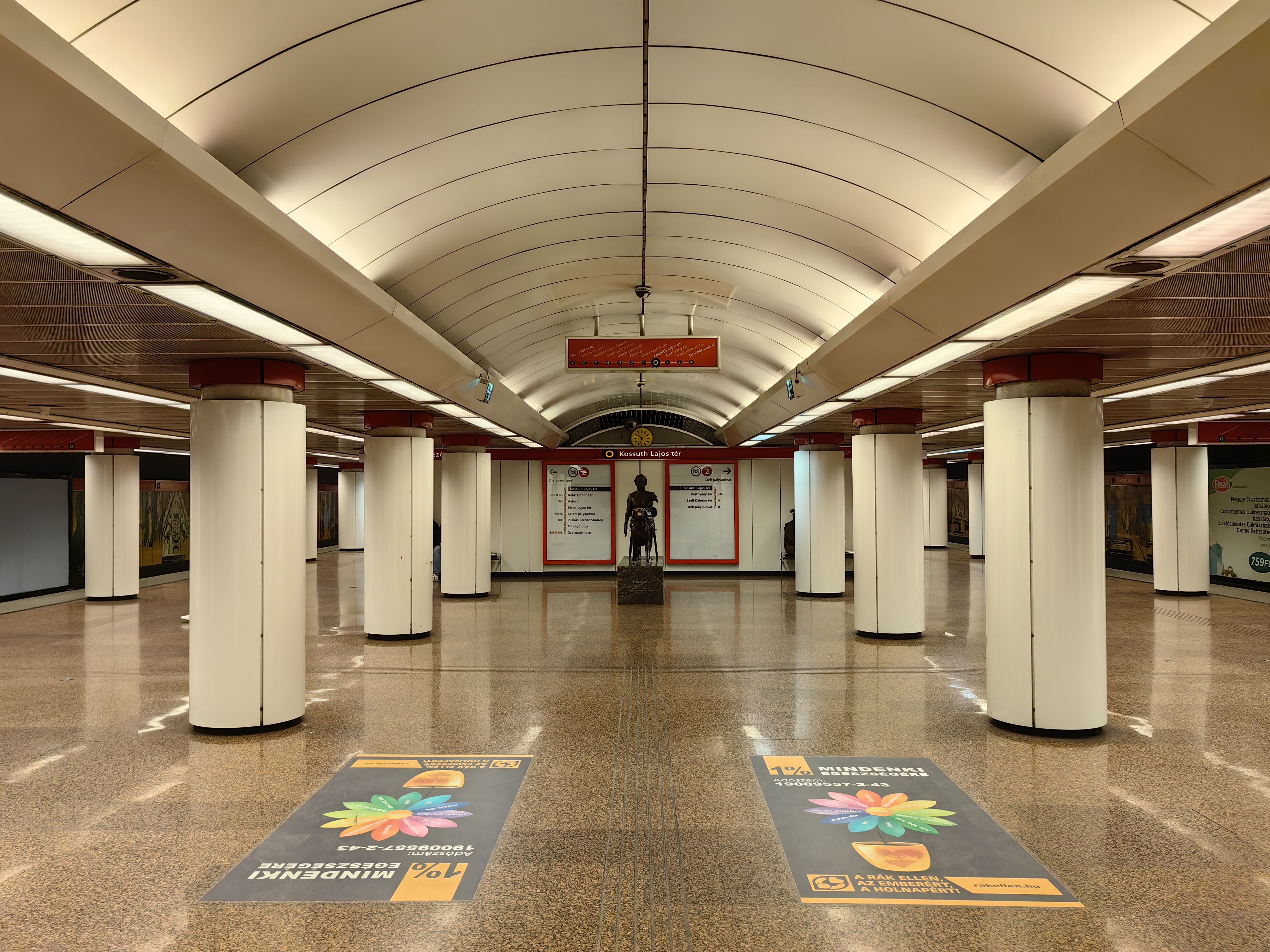
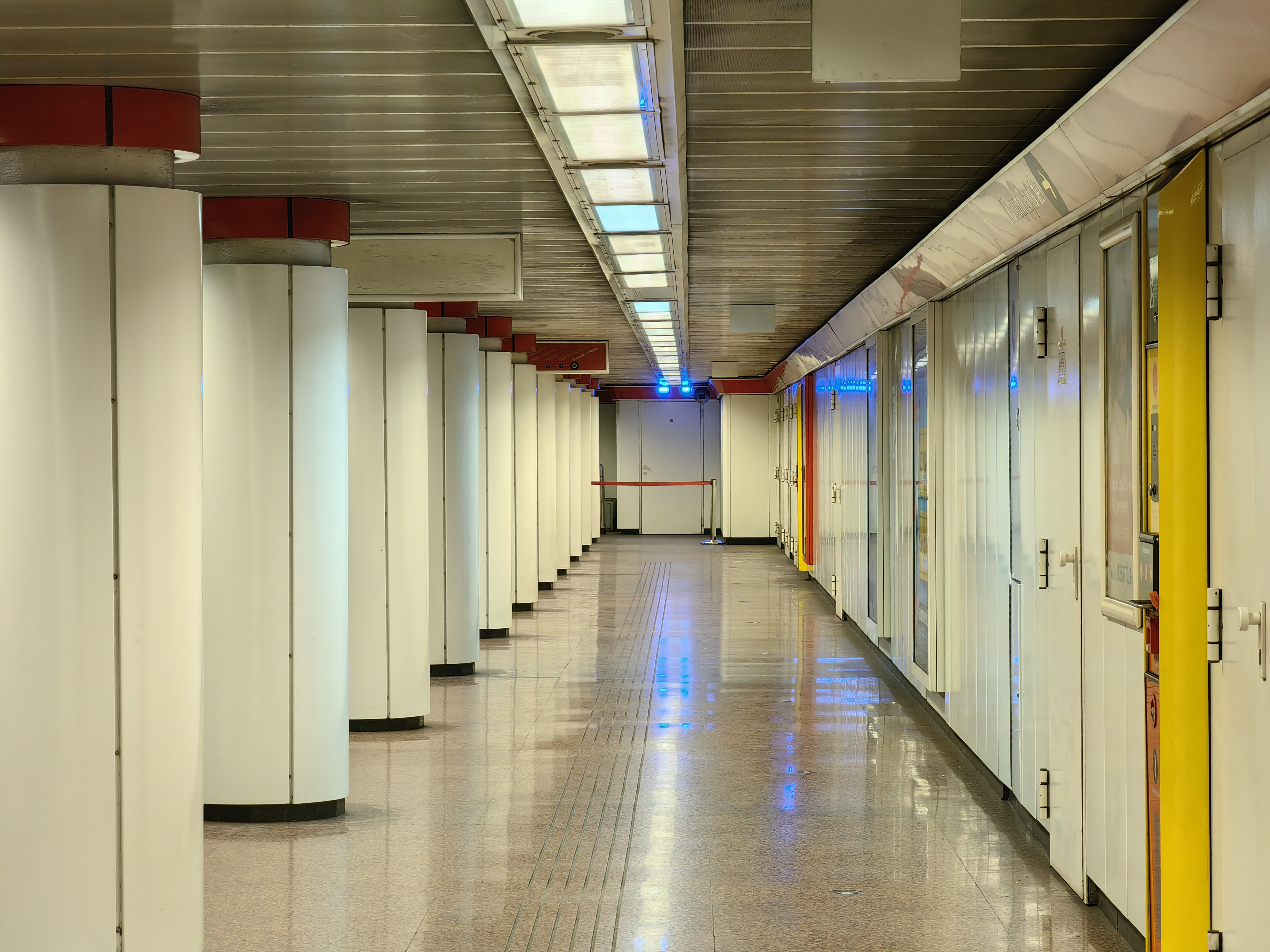
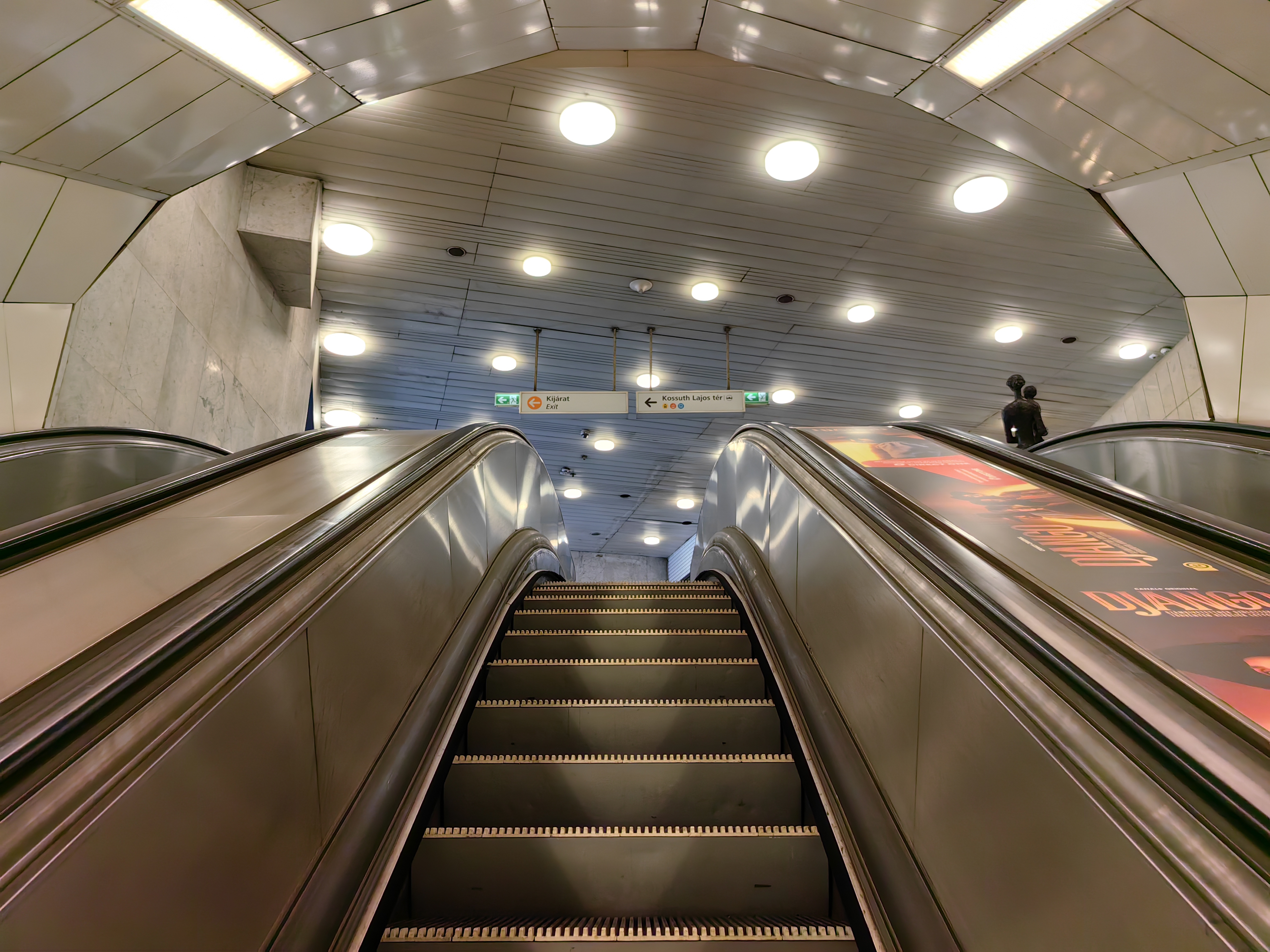
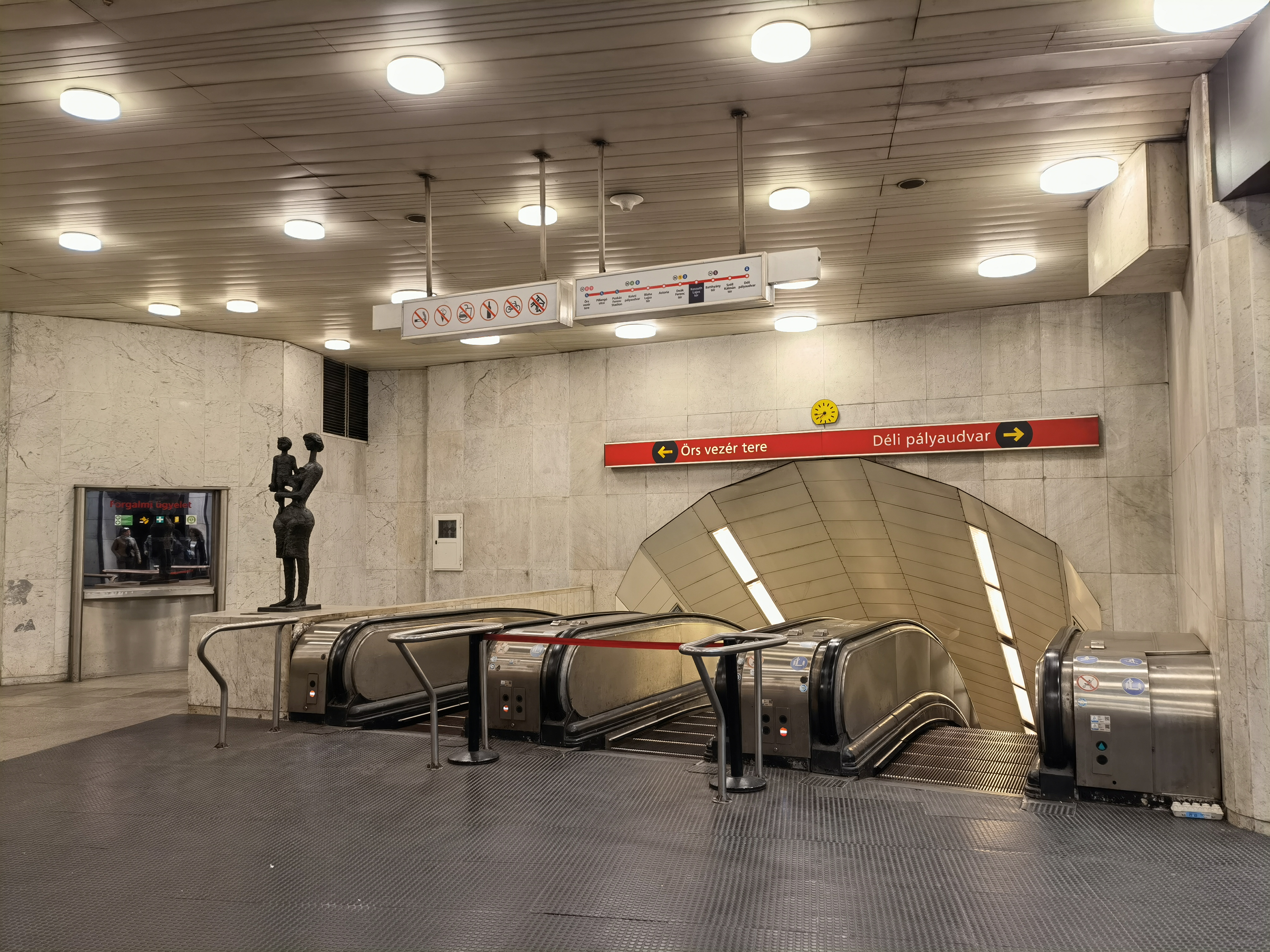